# Elemento genético egoísta
Elementos genéticos egoístas (historicamente também chamados de genes egoístas, genes ultra-egoístas, DNA egoísta, DNA parasitário e foras-da-lei genômicos) são segmentos genéticos que podem melhorar sua própria transmissão às custas de outros genes do genoma, mesmo que isso não aconteça. efeito positivo ou negativo líquido na aptidão orgânica. genomas têm sido tradicionalmente vistos como unidades coesas, com genes agindo em conjunto para melhorar a aptidão do organismo. No entanto, quando os genes têm algum controle sobre sua própria transmissão, as regras podem mudar e, assim como todos os grupos sociais, os genomas são vulneráveis ao comportamento egoísta de suas partes.
As primeiras observações de elementos genéticos egoístas foram feitas há quase um século, mas o tópico não recebeu ampla atenção até várias décadas depois. Inspirados pelas visões centradas no gene da evolução popularizadas por George Williams e Richard Dawkins, dois artigos foram publicados consecutivamente na Nature em 1980 - por Leslie Orgel e Francis Crick e por Ford Doolittle e Carmen Sapienza – introduzindo o conceito de elementos genéticos egoístas (na época chamados “DNA egoísta”) para a comunidade científica em geral. Ambos os artigos enfatizaram que os genes podem se espalhar em uma população, independentemente de seus efeitos na aptidão orgânica, desde que tenham uma vantagem de transmissão.
Elementos genéticos egoístas já foram descritos na maioria dos grupos de organismos e demonstram uma diversidade notável nas maneiras pelas quais promovem sua própria transmissão. Embora há muito descartados como curiosidades genéticas, com pouca relevância para a evolução, eles agora são reconhecidos por afetar uma ampla faixa de processos biológicos, variando do tamanho e arquitetura do genoma à especiação.

## História

### Observações iniciais
Observações do que agora é chamado de elementos genéticos egoístas remontam aos primeiros dias da história da genética. Já em 1928, o geneticista russo Sergey Gershenson relatou a descoberta de um cromossomo X em Drosophila obscura. Crucialmente, ele observou que a proporção de sexo entre mulheres resultante pode levar à extinção de uma população (ver extinção de espécies). A declaração clara mais antiga de como os cromossomas podem se espalhar em uma população não por causa de seus efeitos positivos sobre a aptidão do organismo individual, mas devido à sua própria natureza "parasita" veio do botânico e citogeneticista sueco Gunnar Östergren em 1945. Discutindo cromossomos B em plantas que ele escreveu:
Em muitos casos, esses cromossomos não têm nenhuma função útil para as espécies que os transportam, mas geralmente levam uma existência exclusivamente parasitária... [Cromossomos B] não precisam ser úteis para as plantas. Eles só precisam ser úteis para si mesmos.
Na mesma época, vários outros exemplos de elementos genéticos egoístas foram relatados. Por exemplo, o geneticista norte-americano Marcus Rhoades descreveu como os botões cromossômicos levaram ao impulso meiótico feminino no milho. Da mesma forma, foi também quando foi sugerido pela primeira vez que um conflito intragenômico entre genes mitocondriais herdados uniparentalmente e genes nucleares herdados biparentalmente poderia levar à esterilidade masculina citoplasmática nas plantas. Então, no início dos anos 50, Barbara McClintock publicou uma série de artigos descrevendo a existência de elementos transponíveis, que agora são reconhecidos como um dos elementos genéticos egoístas mais bem-sucedidos. A descoberta de elementos transponíveis a levou a receber o Prêmio Nobel de Medicina ou Fisiologia em 1983.

### Desenvolvimentos conceituais
O estudo empírico de elementos genéticos egoístas se beneficiou grandemente do surgimento da chamada visão da evolução centrada no gene nas décadas de dezenove e sessenta e setenta. Em contraste com a formulação original de Darwin da teoria da evolução pela seleção natural, focada em organismos individuais, a visão do gene leva o gene a ser a unidade central de seleção na evolução. Concebe a evolução por seleção natural como um processo que envolve duas entidades separadas: replicadores (entidades que produzem cópias fiéis de si mesmas, geralmente genes) e veículos (ou interatores; entidades que interagem com o ambiente ecológico, geralmente organismos).
Como os organismos são ocorrências temporárias, presentes em uma geração e perdidos na seguinte, os genes (replicadores) são a única entidade transmitida fielmente dos pais aos filhos. Ver a evolução como uma luta entre replicadores concorrentes facilitou o reconhecimento de que nem todos os genes de um organismo compartilhariam o mesmo destino evolutivo.

A visão do gene era uma síntese dos modelos genéticos populacionais da síntese moderna, em particular o trabalho de RA Fisher, e os modelos de evolução social de WD Hamilton. A visão foi popularizada por Adaptação e Seleção Natural. de George Williams e best-seller de Richard Dawkins, The Selfish Gene. Dawkins resumiu um dos principais benefícios da visão do olho do gene da seguinte forma: 
”Se nos permitirmos a licença de falar sobre genes como se tivessem objetivos conscientes, sempre nos assegurando de que poderíamos traduzir nossa linguagem superficial em termos respeitáveis, se quiséssemos, podemos fazer a pergunta: o que é um único gene egoísta tentando fazer? ”- Richard Dawkins O gene egoísta :p. 88 
Em 1980, dois artigos de alto perfil publicados consecutivamente em Nature por Leslie Orgel e Francis Crick, e por Ford Doolittle e Carmen Sapienza, levaram o estudo de elementos genéticos egoístas ao centro do debate biológico. Os trabalhos tiveram seu ponto de partida no debate contemporâneo do chamado paradoxo do valor C, a falta de correlação entre o tamanho do genoma e a complexidade percebida de uma espécie. Ambos os trabalhos tentaram contrariar a visão predominante do tempo em que a presença de quantidades diferenciais de DNA não codificante e elementos transponíveis é melhor explicada da perspectiva da aptidão individual, descrita como o "paradigma fenotípico" de Doolittle e Sapienza. Em vez disso, os autores argumentaram que grande parte do material genético nos genomas eucarióticos persiste, não por causa de seus efeitos fenotípicos, mas pode ser entendida do ponto de vista de um gene, sem invocar explicações em nível individual. Os dois documentos levaram a uma série de trocas em Nature.

### Visualizações atuais
Se os documentos de DNA egoístas marcaram o início do estudo sério de elementos genéticos egoístas, as décadas subsequentes viram uma explosão nos avanços teóricos e nas descobertas empíricas. Leda Cosmides e John Tooby escreveram uma revisão histórica sobre o conflito entre genes citoplasmáticos herdados pela mãe e genes nucleares herdados biparentalmente. O artigo também forneceu uma introdução abrangente à lógica dos conflitos genômicos, prenunciando muitos temas que mais tarde seriam objeto de muita pesquisa. Então, em 1988, John H. Werren e colegas escreveram a primeira grande revisão empírica do tópico. Este artigo conseguiu três coisas. Primeiro, cunhou o termo elemento genético egoísta, pondo fim a uma terminologia às vezes confusa e diversa (genes egoístas, genes ultra-egoístas, DNA egoísta, DNA parasitário, bandidos genômicos). Segundo, definiu formalmente o conceito de elementos genéticos egoístas. Finalmente, foi o primeiro artigo a reunir todos os tipos diferentes de elementos genéticos egoístas conhecidos na época (a impressão genômica, por exemplo, não foi abordada).
No final dos anos 80, a maioria dos biólogos moleculares considerou os elementos genéticos egoístas a exceção, e considerou-se melhor que os genomas eram redes altamente integradas com um efeito coerente na aptidão orgânica. Em 2006, quando Austin Burt e Robert Trivers publicaram o primeiro tratamento do tópico, a maré estava mudando. Embora seu papel na evolução tenha permanecido controverso por muito tempo, em uma revisão publicada um século após sua primeira descoberta, William R. Rice concluiu que "nada na genética faz sentido, exceto à luz dos conflitos genômicos".

## Lógica
Embora elementos genéticos egoístas mostrem uma notável diversidade na maneira como promovem sua própria transmissão, algumas generalizações sobre sua biologia podem ser feitas. Numa revisão clássica de 2001, Gregory DD Hurst e John H. Werren propuseram duas 'regras' de elementos genéticos egoístas.

### Regra 1: Espalhar requer sexo e consanguinidade
A reprodução sexual envolve a mistura de genes de dois indivíduos. De acordo com a Lei de Segregação de Mendel, os alelos de um organismo que se reproduzem sexualmente têm 50% de chance de serem transmitidos dos pais aos filhos. A meiose é, portanto, algumas vezes referida como "justa".
Espera-se que os genomas altamente fertilizantes ou assexuais experimentem menos conflito entre os elementos genéticos egoístas e o resto do genoma do hospedeiro do que os genomas sexuais cruzados. Existem várias razões para isso. Primeiro, sexo e cruzamentos colocam elementos genéticos egoístas em novas linhagens genéticas. Por outro lado, em uma linhagem altamente egoísta ou assexuada, qualquer elemento genético egoísta está essencialmente preso nessa linhagem, o que deve aumentar a variação de aptidão entre os indivíduos. O aumento da variação deve resultar em uma seleção purificadora mais forte em indivíduos egoístas / assexuais, pois uma linhagem sem os elementos genéticos egoístas deve superar a linhagem com o elemento genético egoísta. Segundo, o aumento da homozigose em selfers remove a oportunidade de competição entre alelos homólogos. Terceiro, o trabalho teórico mostrou que o maior desequilíbrio de ligação no selfing comparado aos genomas de cruzamento pode, em alguns casos, embora bastante limitados, causar seleção para taxas de transposição reduzidas. No geral, esse raciocínio leva à previsão de que assexuais/selfers deveriam experimentar uma carga menor de elementos genéticos egoístas. Uma ressalva é que a evolução do selfing está associada a uma redução no tamanho efetivo da população. Uma redução no tamanho efetivo da população deve reduzir a eficácia da seleção e, portanto, leva a uma previsão oposta: maior acúmulo de elementos genéticos egoístas nos selfers em relação aos outcrossers.
A evidência empírica da importância do sexo e da cruzada vem de uma variedade de elementos genéticos egoístas, incluindo elementos transponíveis, plasmídeos auto-promotores, e cromossomos B.

### Regra 2: Presença é frequentemente revelada em híbridos
A presença de elementos genéticos egoístas pode ser difícil de detectar em populações naturais. Em vez disso, suas conseqüências fenotípicas geralmente se tornam aparentes nos híbridos. A primeira razão para isso é que alguns elementos genéticos egoístas rapidamente passam para a fixação e, portanto, os efeitos fenotípicos não serão segregados na população. Os eventos de hibridação, no entanto, produzirão filhos com e sem os elementos genéticos egoístas e, assim, revelarão sua presença. A segunda razão é que os genomas hospedeiros desenvolveram mecanismos para suprimir a atividade dos elementos genéticos egoístas, por exemplo, o pequeno RNA administrado silenciando elementos transponíveis. A co-evolução entre elementos genéticos egoístas e seus supressores pode ser rápida e seguir uma dinâmica da Rainha Vermelha, que pode mascarar a presença de elementos genéticos egoístas em uma população. A prole híbrida, por outro lado, pode   herdar um determinado elemento genético egoísta, mas não o supressor correspondente, revelando o efeito fenotípico do elemento genético egoísta.

## Exemplos

### Distordores de segregação

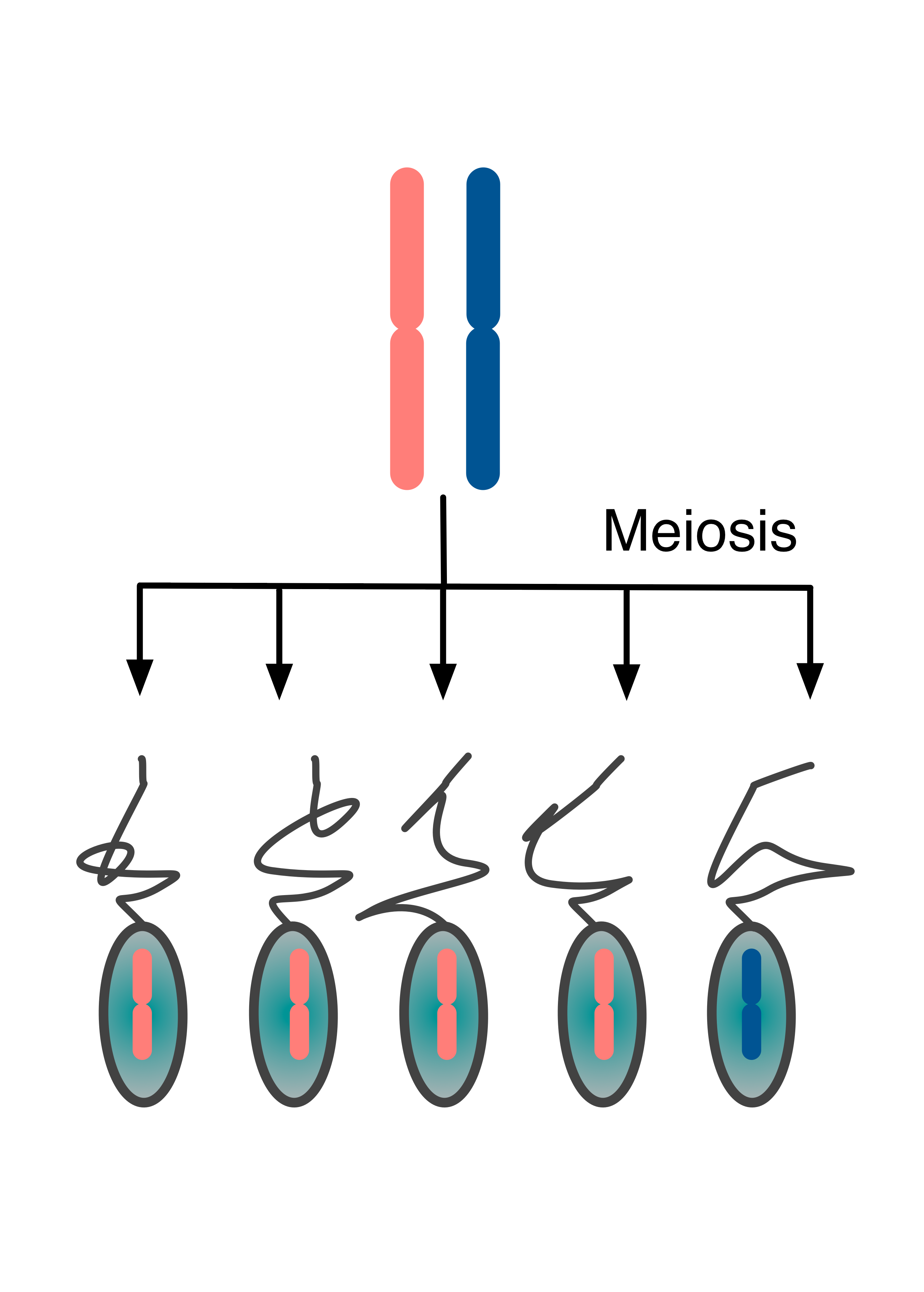
Os distordores de segregação (aqui mostrados em vermelho) são transmitidos para >50% dos gametas

Alguns elementos genéticos egoístas manipulam o processo de transmissão genética em proveito próprio e, portanto, acabam sendo super-representados nos gametas. Essa distorção pode ocorrer de várias maneiras, e o termo genérico que abrange todas elas é distorção de segregação. Alguns elementos podem ser transmitidos preferencialmente nos óvulos, em oposição aos corpos polares durante a meiose, onde apenas os primeiros serão fertilizados e transmitidos para a próxima geração. Qualquer gene que possa manipular as chances de acabar no óvulo e não no corpo polar terá uma vantagem de transmissão e aumentará sua frequência na população.
A distorção de segregação pode ocorrer de várias maneiras. Quando esse processo ocorre durante a meiose, é chamado de impulso meiótico. Muitas formas de distorção de segregação ocorrem na formação de gametas masculinos, onde há mortalidade diferencial de espermatídeos durante o processo de maturação ou espermiogênese do esperma. O distortor de segregação (SD) no Drosophila melanogaster é o exemplo mais bem estudado, e envolve uma proteína de envelope nuclear Ran-GAP e a matriz de repetição ligada ao X chamada Responder (Rsp), onde o alelo SD do Ran-GAP favorece sua própria transmissão somente na presença de um alelo sensível a Rsp no cromossomo homólogo. SD atua para matar espermatozoides sensíveis à RSP, em um processo pós-meiótico (portanto, não é estritamente falando o impulso meiótico). Sistemas como esse podem ter uma dinâmica interessante de pedra-papel-tesoura, oscilando entre os haplótipos sensíveis a SD-RSP, insensíveis a SD + -RSP e sensíveis a SD + -RSP. O haplótipo sensível ao SD-RSP não é visto porque essencialmente comete suicídio.
Quando a distorção de segregação atua nos cromossomos sexuais, eles podem distorcer a proporção sexual. O sistema SR em Drosophila pseudoobscura, por exemplo, está no cromossomo X, e os machos XSR/Y produzem apenas filhas, enquanto as fêmeas sofrem meiose normal com proporções mendelianas de gametas. sistemas de distorção de segregação direcionariam o alelo preferido para a fixação, exceto que a maioria dos casos em que esses sistemas foram identificados têm o alelo acionado oposto por alguma outra força seletiva. Um exemplo é a letalidade do haplótipo t em camundongos, outro é o efeito sobre a fertilidade masculina do sistema Sex Ratio em D. pseudoobscura.

### Endonucleases de retorno

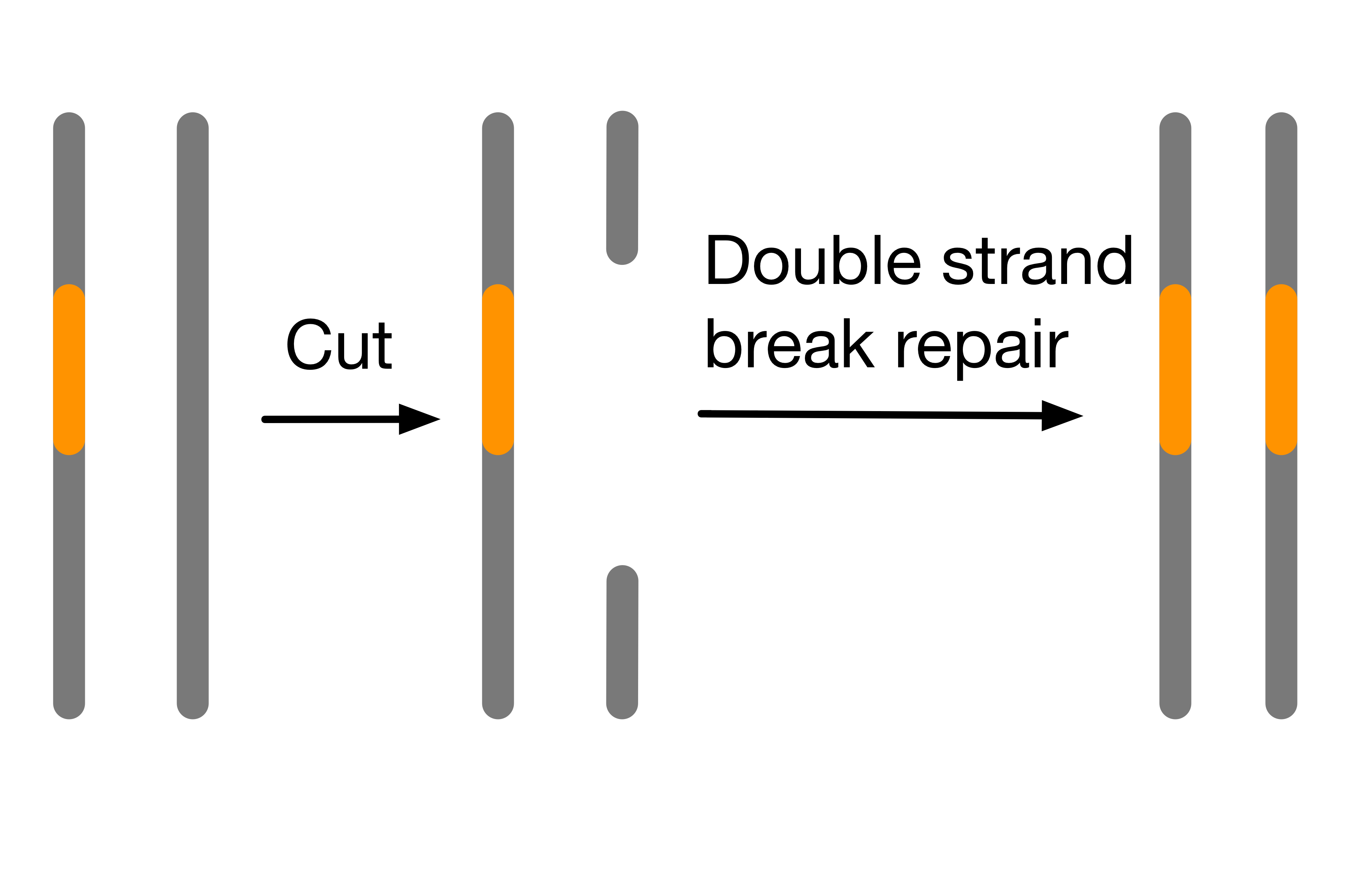
As endonucleases de retorno podem reconhecer uma sequência alvo, cortá-la e, em seguida, usar sua própria sequência como modelo durante o reparo de quebra de fita dupla. Isso converte um heterozigoto em um homozigoto

Um fenômeno intimamente relacionado à distorção de segregação são as endonucleases de retorno à posição inicial. Essas são enzimas que cortam o DNA de uma maneira específica da sequência, e esses cortes, geralmente quebras de fita dupla, são então "curados" pelas máquinas regulares de reparo de DNA. As endonucleases de retorno inserem-se no genoma no local homólogo ao primeiro local de inserção, resultando na conversão de um heterozigoto em um homozigoto com uma cópia da endonuclease de retorno nos dois cromossomos homólogos. Isso confere às endonucleases de retorno uma dinâmica de frequência alélica bastante semelhante a um sistema de distorção de segregação e, geralmente, a menos que seja contrariada por uma forte seleção compensatória, espera-se que elas sejam fixadas em uma população. A tecnologia CRISPR-Cas9 permite a construção artificial de sistemas de endonucleases de retorno. Esses sistemas chamados de "movimentação de genes" representam uma combinação de grandes promessas para o biocontrole, mas também riscos potenciais.

### Elementos transponíveis

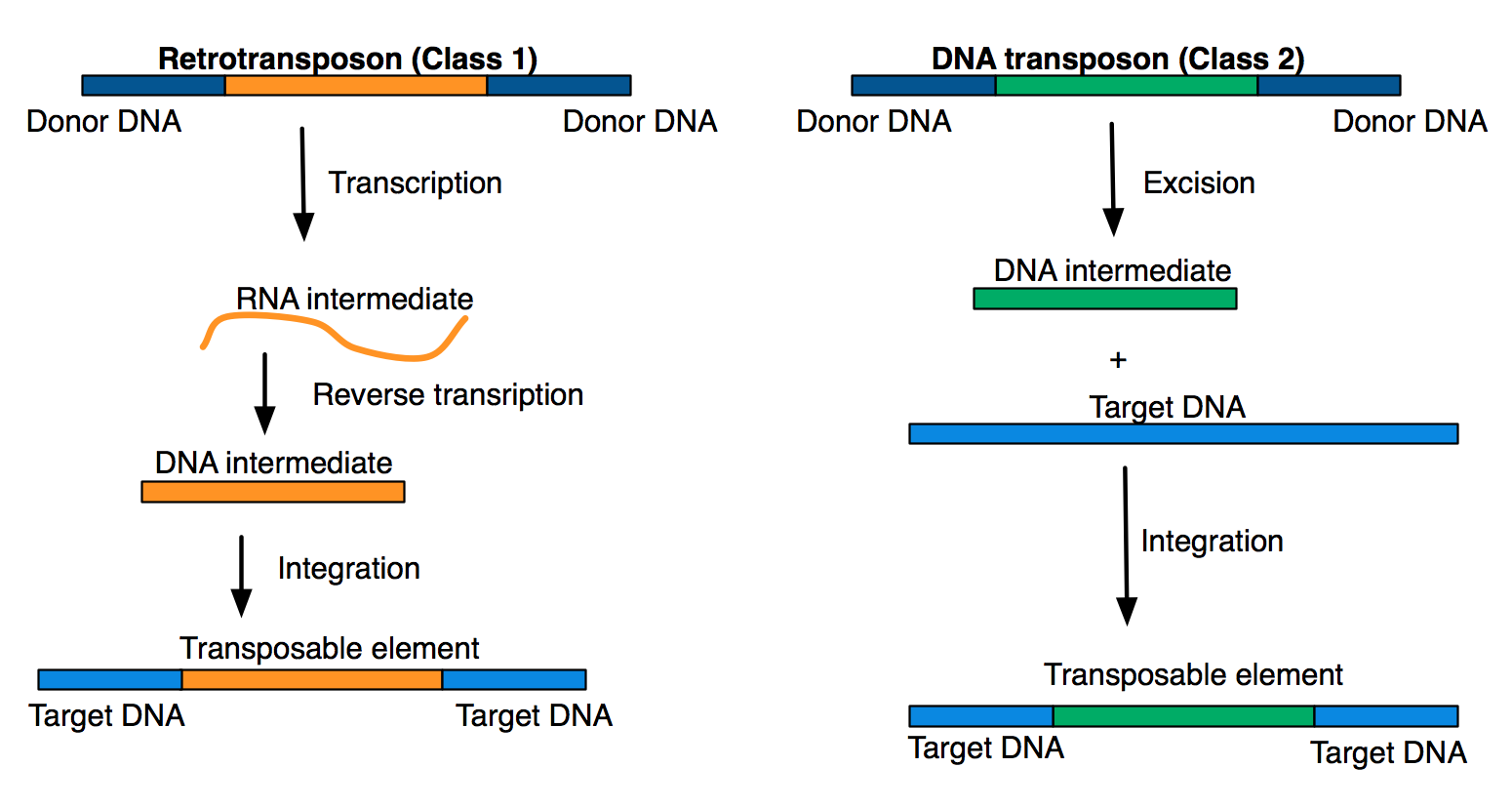
Os elementos transponíveis se auto-replicam através de dois mecanismos principais: por meio de um intermediário de RNA ("copiar e colar"; classe 1) ou inserção de excisão direta ("cortar e colar"; classe 2)

Os elementos transponíveis (EEs) incluem uma ampla variedade de sequências de DNA que têm a capacidade de se mover para novos locais no genoma de seus hospedeiros. Os transposons fazem isso por um mecanismo direto de cortar e colar, enquanto os retrotransposons precisam produzir um RNA intermediário para se mover. As ETs foram descobertas pela primeira vez no milho por Barbara McClintock na década de 1940 e sua capacidade de ocorrer em estados ativos e inativos no genoma também foi elucidada por McClintock. EEs têm sido referidos como elementos genéticos egoístas porque eles têm algum controle sobre sua própria propagação no genoma. A maioria das inserções aleatórias no genoma parece ser relativamente inócua, mas elas podem interromper funções genéticas críticas com resultados devastadores. Por exemplo, as ETs têm sido associadas a uma variedade de doenças humanas, variando de câncer a hemofilia. ETs que tendem a evitar a interrupção de funções vitais no genoma tendem a permanecer no genoma por mais tempo e, portanto, são mais prováveis de serem encontrados em locais inócuos.
Tanto os hospedeiros de plantas quanto os de animais desenvolveram meios para reduzir o impacto do condicionamento físico das ETs, silenciando-as diretamente e reduzindo sua capacidade de transposição no genoma. Parece que os hospedeiros em geral são razoavelmente tolerantes com as ETs em seus genomas, uma vez que uma porção considerável (30-80%) do genoma de muitos animais e plantas é ETs. Quando o hospedeiro é capaz de interromper seu movimento, as EEs podem simplesmente ser congeladas no local e, em seguida, pode levar milhões de anos para que elas se alterem. A aptidão de um TE é uma combinação de sua capacidade de expandir os números dentro de um genoma, de evitar as defesas do hospedeiro, mas também de evitar drasticamente a erosão da aptidão do hospedeiro. O efeito das ETs no genoma não é totalmente egoísta. Como sua inserção no genoma pode atrapalhar a função do gene, algumas vezes essas interrupções podem ter um valor de aptidão positivo para o hospedeiro. Muitas mudanças adaptativas em Drosophila e cães por exemplo, estão associadas a inserções de TE.

### Cromossomos B
Os cromossomos B se referem a cromossomos que não são necessários para a viabilidade ou fertilidade do organismo, mas existem além do conjunto normal (A). Eles persistem na população e se acumulam porque têm a capacidade de propagar sua própria transmissão independentemente dos cromossomos A. Eles geralmente variam em número de cópias entre indivíduos da mesma espécie.
Os cromossomos B foram detectados pela primeira vez há mais de um século. Embora tipicamente menores que os cromossomos normais, sua estrutura pobre em genes e rica em heterocromatina os tornou visíveis para as técnicas citogenéticas iniciais. Os cromossomos B foram amplamente estudados e estima-se que ocorram em 15% de todas as espécies eucarióticas. Em geral, eles parecem ser particularmente comuns entre plantas de eudicot, raros em mamíferos e ausentes em aves. Em 1945, eles foram objeto do artigo clássico de Gunnar Östergren "Natureza parasitária de cromossomos de fragmentos extras", onde ele argumenta que a variação na abundância de cromossomos B entre e dentro das espécies é devido às propriedades parasitárias dos Bs. Foi a primeira vez que o material genético foi referido como "parasitário" ou "egoísta". O número de cromossomos B se correlaciona positivamente com o tamanho do genoma e também tem sido associado a uma diminuição na produção de ovos no gafanhoto Eyprepocnemis plorans.

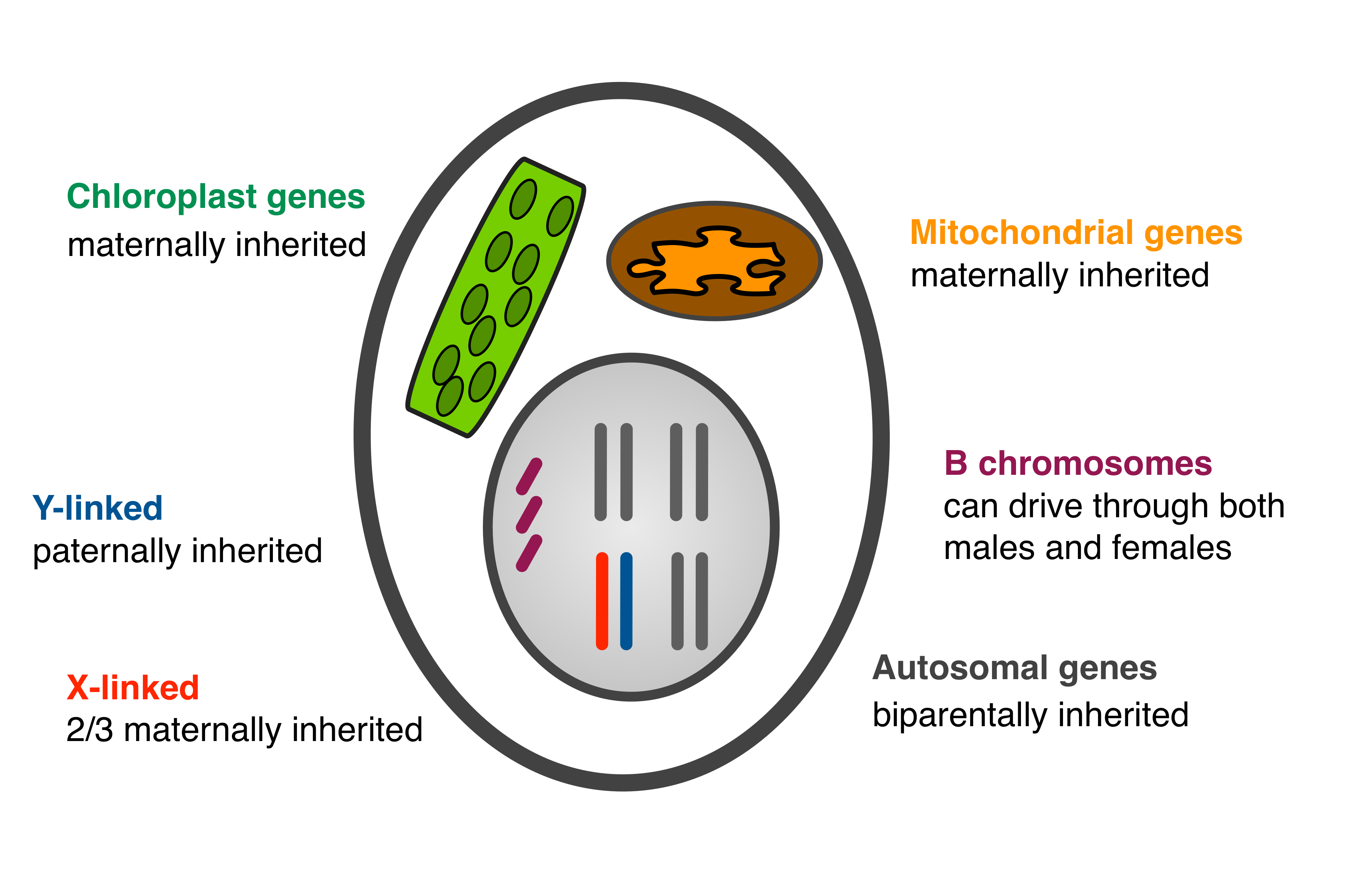
Os conflitos genéticos geralmente surgem porque nem todos os genes são herdados da mesma maneira. Exemplos incluem esterilidade masculina citoplasmática (consulte Mitocôndrias egoístas). Embora os genes mitocondrial e cloroplasto sejam geralmente herdados pela mãe, os cromossomos B podem ser transmitidos preferencialmente por homens e mulheres.

### Mitocôndrias egoístas
Os conflitos genômicos geralmente surgem porque nem todos os genes são herdados da mesma maneira. Provavelmente, o melhor exemplo disso é o conflito entre genes nucleares mitocondriais e biparentalmente herdados herdados uniparentalmente (geralmente, mas nem sempre, maternalmente). De fato, uma das primeiras afirmações claras sobre a possibilidade de conflito genômico foi feita pelo botânico inglês Dan Lewis em referência ao conflito entre genes nucleares mitocondriais e biparentalmente herdados pela mãe sobre a alocação de sexo em plantas hermafroditas.
Uma única célula normalmente contém várias mitocôndrias, criando uma situação de competição pela transmissão. A herança uniparental foi sugerida como uma maneira de reduzir a oportunidade de mitocôndrias egoístas se espalharem, pois garante que todas as mitocôndrias compartilhem o mesmo genoma, removendo assim a oportunidade de competição. Essa visão permanece amplamente aceita, mas foi contestada. Por que a herança acabou sendo materna, e não paterna, também é muito debatida, mas uma hipótese-chave é que a taxa de mutação é mais baixa nas mulheres do que nos gametas masculinos.
O conflito entre os genes mitocondrial e nuclear é especialmente fácil de estudar em plantas com flores. As plantas com flores são tipicamente hermafroditas, e o conflito ocorre dentro de um único indivíduo. Os genes mitocondriais são tipicamente transmitidos apenas através de gametas femininos e, portanto, do ponto de vista deles, a produção de pólen leva a um beco sem saída evolutivo. Qualquer mutação mitocondrial que possa afetar a quantidade de recursos que a planta investe nas funções reprodutivas femininas em detrimento das funções reprodutivas masculinas aumenta sua própria chance de transmissão. A esterilidade masculina citoplasmática é a perda de fertilidade masculina, geralmente devido à perda da produção funcional de pólen, resultante de uma mutação mitocondrial. Em muitas espécies em que a esterilidade masculina citoplasmática ocorre, o genoma nuclear desenvolveu os chamados genes restauradores, que reprimem os efeitos dos genes da esterilidade masculina citoplasmática e restauram a função masculina, tornando a planta um hermafrodita novamente.
A corrida armamentista co-evolucionária entre genes mitocondriais egoístas e alelos compensatórios nucleares pode frequentemente ser detectada cruzando indivíduos de diferentes espécies que têm combinações diferentes de genes de esterilidade masculina e restauradores nucleares, resultando em híbridos com uma incompatibilidade.
Outra conseqüência da herança materna do genoma mitocondrial é a chamada Maldição da Mãe. Como os genes no genoma mitocondrial são estritamente herdados pela mãe, mutações que são benéficas para as mulheres podem se espalhar em uma população, mesmo que sejam deletérias nos homens. As telas explícitas em moscas da fruta identificaram com sucesso essas mutações no mtDNA neutras em mulheres, mas que prejudicam os homens. Além disso, um artigo de 2017 mostrou como uma mutação mitocondrial que causa a neuropatia óptica hereditária de Leber, uma doença ocular masculina, foi trazida por um dos Filles du roi que chegaram a Quebec, Canadá, no século XVII. e posteriormente se espalhou entre muitos descendentes.

### Impressão genômica

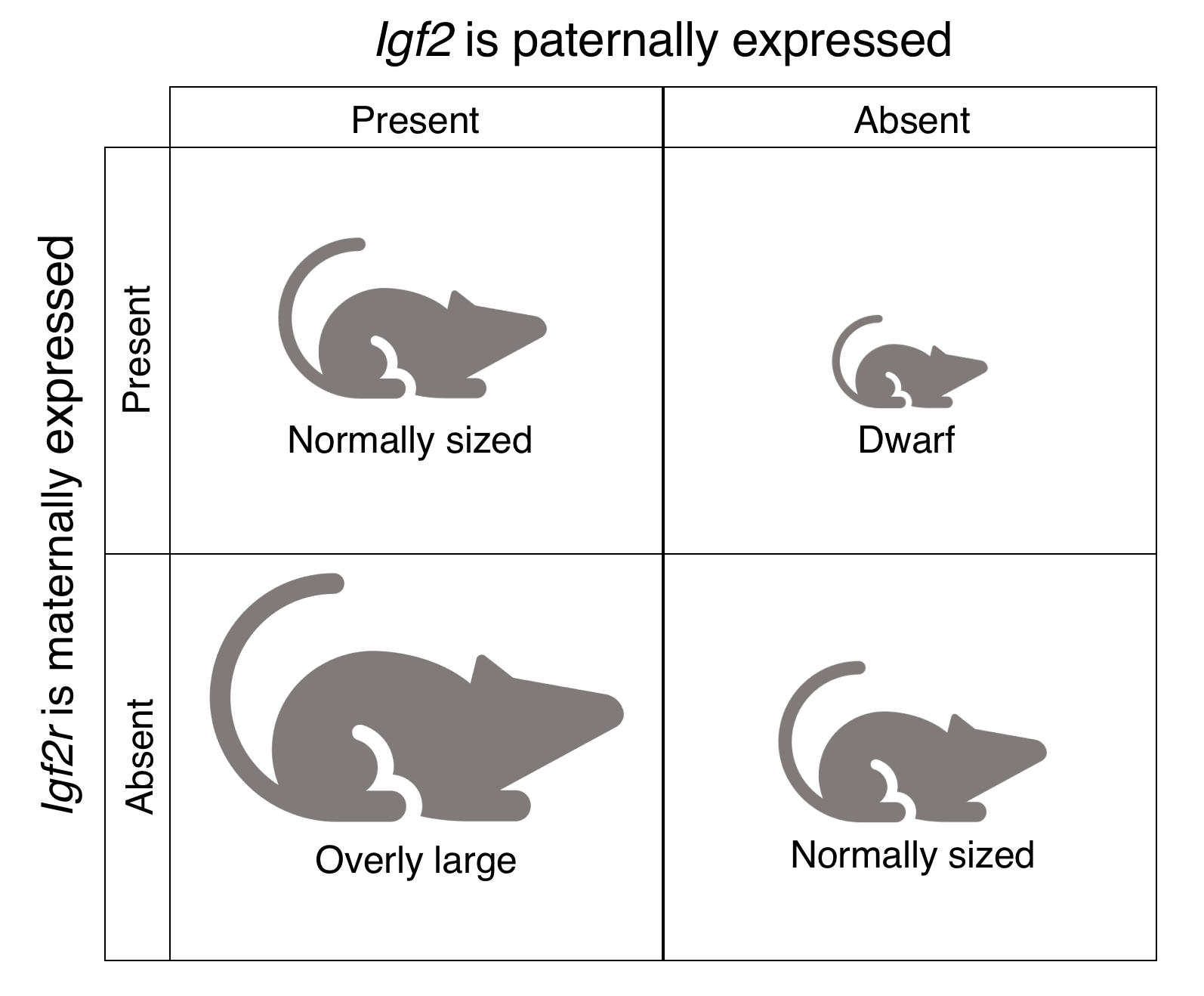
Igf2 é um exemplo de impressão genômica. Em camundongos, o gene do fator de crescimento semelhante à insulina 2, Igf2, que está ligada à produção hormonal e ao aumento do crescimento da prole, é expressa paternamente (silenciada pela mãe) e o gene do receptor do fator de crescimento semelhante à insulina 2 Igf2r, que liga a proteína do crescimento e, portanto, retarda o crescimento, é expresso pela mãe (silenciado paternalmente). A prole tem tamanho normal quando ambos os genes estão presentes ou ambos estão ausentes. Quando o gene expresso pela mãe (Igf2r) é eliminado experimentalmente, a prole tem um tamanho incomumente grande e, quando o gene expresso pela paternidade (Igf2) é eliminada, a prole é invulgarmente pequena.

Outro tipo de conflito que os genomas enfrentam é aquele entre mãe e pai, competindo pelo controle da expressão gênica na prole, incluindo o silenciamento completo de um alelo dos pais. Devido às diferenças no status de metilação dos gametas, existe uma assimetria inerente aos genomas materno e paterno que pode ser usada para conduzir uma expressão diferencial de origem de origem. Isso resulta em uma violação das regras de Mendel no nível da expressão, não na transmissão, mas se a expressão do gene afeta a aptidão, pode resultar em um resultado final semelhante.
A impressão parece um fenômeno desadaptativo, pois significa essencialmente abandonar a diploidia, e os heterozigotos para um alelo defeituoso estão com problemas se o alelo ativo for o silenciado. Várias doenças humanas, como as síndromes de Prader-Willi e Angelman, estão associadas a defeitos nos genes impressos. A assimetria da expressão materna e paterna sugere que algum tipo de conflito entre esses dois genomas possa estar impulsionando a evolução da impressão. Em particular, vários genes em mamíferos placentários exibem expressão de genes paternos que maximizam o crescimento da prole e genes maternos que tendem a manter esse crescimento sob controle. Muitas outras teorias baseadas em conflitos sobre a evolução da impressão genômica foram apresentadas.
Ao mesmo tempo, conflitos genômicos ou sexuais não são os únicos mecanismos possíveis pelos quais a impressão pode evoluir. Vários mecanismos moleculares para impressão genômica foram descritos, e todos têm o aspecto de que alelos derivados de mãe e paternidade são feitos para ter marcas epigenéticas distintas, em particular o grau de metilação das citosinas. Um ponto importante a ser observado em relação à impressão genômica é que ela é bastante heterogênea, com diferentes mecanismos e consequências diferentes de ter uma expressão de pai ou mãe de origem. Por exemplo, examinar o status de impressão de espécies intimamente relacionadas permite ver que um gene que é movido por uma inversão para a proximidade de genes impressos pode adquirir um status impresso, mesmo que não exista conseqüência específica da impressão.

### Barba Verde
Um gene de barba verde é um gene que tem a capacidade de reconhecer cópias de si mesmo em outros indivíduos e, em seguida, fazer seu portador agir preferencialmente em relação a esses indivíduos. O nome em si vem do experimento mental apresentado por Bill Hamilton e depois foi desenvolvido e recebeu o nome atual por Richard Dawkins em The Selfish Gene. O objetivo do experimento mental foi destacar que, do ponto de vista de um gene, não é a relação em todo o genoma que importa (que geralmente é como a seleção de parentesco opera, ou seja, o comportamento cooperativo é direcionado a parentes), mas a relação na locus particular subjacente ao comportamento social.

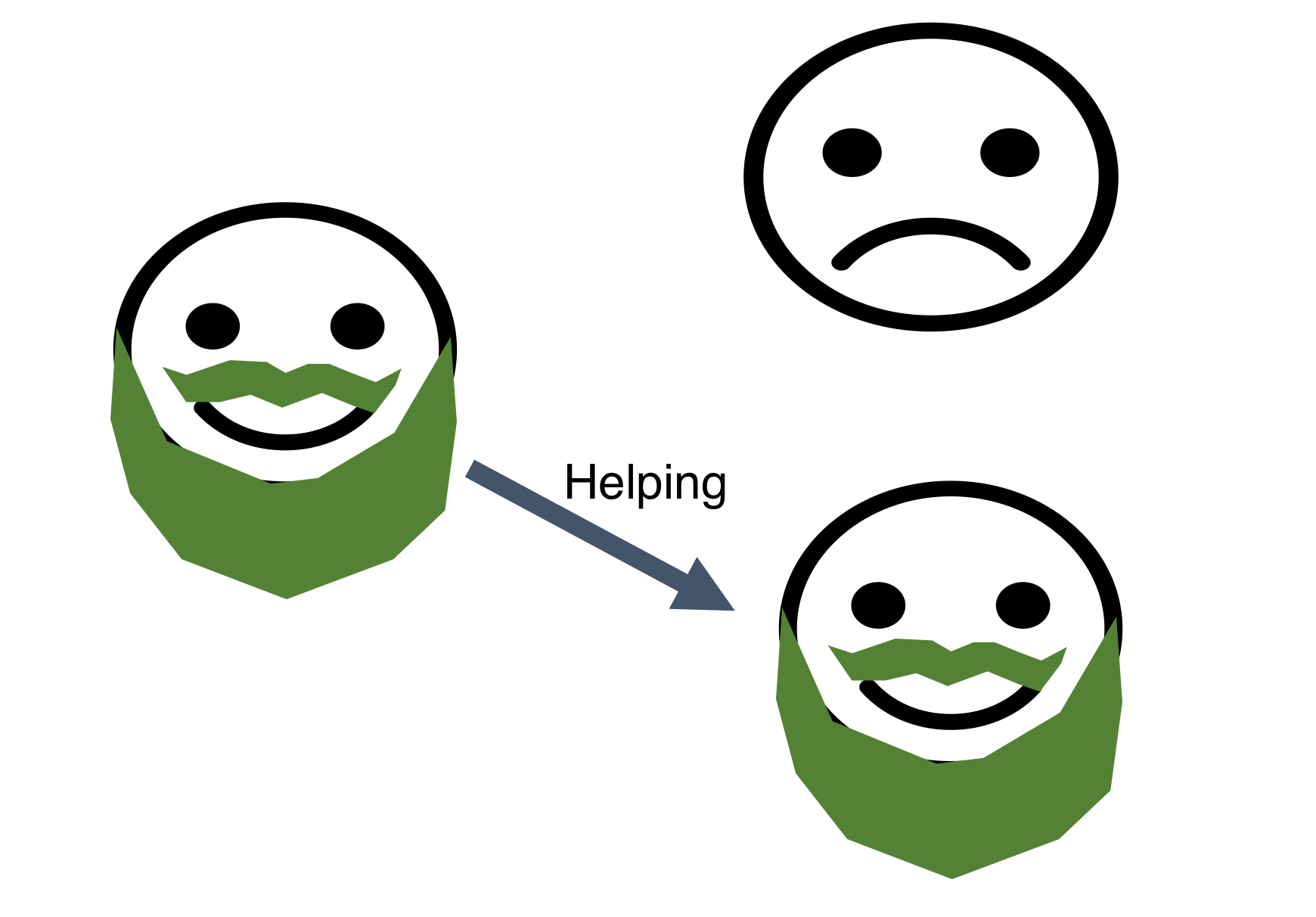
A forma mais simples de mecanismo de barba verde. Um indivíduo com o alelo Barba Verde ajuda preferencialmente um indivíduo Barba Verde

Após Dawkins, um barba verde é geralmente definido como um gene, ou conjunto de genes intimamente ligados, que tem três efeitos:
1. Dá aos portadores do gene um rótulo fenotípico, como um barba verde.
2. A transportadora é capaz de reconhecer outras pessoas com o mesmo rótulo.
3. O transportador se comporta de maneira altruísta em relação a indivíduos com o mesmo rótulo.

Os barba-verdes foram pensados por muito tempo como uma ideia teórica divertida, com possibilidade limitada deles realmente existirem na natureza. No entanto, desde a sua concepção, vários exemplos foram identificados, incluindo leveduras, moldes de limo, e formigas de fogo.  
Houve um debate sobre se os genes de barba verde devem ser considerados elementos genéticos egoístas. Conflito entre um locus barba verde e o restante do genoma pode surgir porque durante uma determinada interação social entre dois indivíduos, a relação no locus barba verde pode ser maior do que em outros locos no genoma. Como conseqüência, pode ser do interesse do locus barba verde realizar um ato social caro, mas não do interesse do restante do genoma.

## Consequências para o hospedeiro

### Extinção de espécies
Talvez uma das maneiras mais claras de ver que o processo de seleção natural nem sempre tenha aptidão orgânica, pois o único fator é quando elementos genéticos egoístas seguem seu caminho sem restrição. Nesses casos, elementos egoístas podem, em princípio, resultar na extinção de espécies. Essa possibilidade já foi apontada em 1928 por Sergey Gershenson e, em 1967, Bill Hamilton desenvolveu um modelo genético de população formal para um caso de distorção de segregação dos cromossomos sexuais, levando a população à extinção. Em particular, se um elemento egoísta for capaz de direcionar a produção de espermatozóides, de modo que os homens portadores do elemento no cromossomo Y produzam um excesso de espermatozóides Y, na ausência de qualquer força de compensação, isso resultará em última instância no cromossomo Y indo para fixação na população, produzindo uma proporção sexual extremamente masculina. Em espécies ecologicamente desafiadas, essas relações sexuais tendenciosas implicam que a conversão de recursos em filhotes se torna muito ineficiente, a ponto de arriscar a extinção.

### Especiação
Elementos genéticos egoístas demonstraram desempenhar um papel na especiação. Isso pode acontecer porque a presença de elementos genéticos egoístas pode resultar em alterações na morfologia e / ou na história da vida, mas maneiras pelas quais a co-evolução entre elementos genéticos egoístas e seus supressores pode causar isolamento reprodutivo através das chamadas incompatibilidades de Bateson-Dobzhansky-Muller recebeu atenção especial.
Um exemplo impressionante de disgenesia híbrida induzida por um elemento genético egoísta foi o elemento P em Drosophila. Se os machos portadores do elemento P fossem cruzados para as fêmeas que não o tivessem, os filhotes resultantes sofriam com a diminuição da aptidão. No entanto, os filhos da cruz recíproca eram normais, como seria de esperar, uma vez que os piRNAs são herdados pela mãe. O elemento P está tipicamente presente apenas em cepas selvagens, e não em cepas de laboratório de D. melanogaster, pois estas foram coletadas antes da introdução dos elementos P na espécie, provavelmente de uma espécie de Drosophila intimamente relacionada. A história do elemento P também é um bom exemplo de como a rápida co-evolução entre elementos genéticos egoístas e seus silenciadores pode levar a incompatibilidades em curtas escalas de tempo evolutivas, tão pouco quanto dentro de algumas décadas.
Vários outros exemplos de elementos genéticos egoístas que causam isolamento reprodutivo já foram demonstrados. O cruzamento de diferentes espécies de Arabidopsis resulta em atividade mais alta de elementos transponíveis e interrupção na impressão, os quais têm sido associados à redução da aptidão nos híbridos resultantes. Também foi demonstrado que a disgenesia híbrida é causada pelo impulso centromérico na cevada e em várias espécies de angiospermas por conflito mito-nuclear.

### Variação do tamanho do genoma
Tentativas de entender a extraordinária variação no tamanho do genoma (valor C) - os animais variam 7.000 vezes e as plantas terrestres, cerca de 2.400 vezes - tem uma longa história em biologia. No entanto, essa variação está pouco correlacionada com o número de genes ou qualquer medida da complexidade organizacional, o que levou CA Thomas a cunhar o termo paradoxo do valor C em 1971. A descoberta de DNA não codificante resolveu parte do paradoxo., e a maioria dos pesquisadores atuais agora usa o termo "enigma do valor C".
Demonstrou-se que dois tipos de elementos genéticos egoístas contribuem para a variação do tamanho do genoma: cromossomos B e elementos transponíveis. A contribuição de elementos transponíveis para o genoma é especialmente bem estudada em plantas. Um exemplo impressionante é como o genoma do organismo modelo Arabidopsis thaliana contém o mesmo número de genes que o do abeto norueguês (Picea abies), cerca de 30.000, mas a acumulação de transposons significa que o genoma deste último é cerca de 100 vezes maior. A abundância de elementos transponíveis também demonstrou causar   os genomas incomumente grandes encontrados nas salamandras.
A presença de uma abundância de elementos transponíveis em muitos genomas eucarióticos era um tema central dos documentos originais de DNA egoístas mencionados acima (Veja Desenvolvimentos conceituais). A maioria das pessoas aceitou rapidamente a mensagem central desses documentos, de que a existência de elementos transponíveis pode ser explicada pela seleção egoísta no nível do gene e não há necessidade de invocar a seleção no nível individual. No entanto, a ideia de que os organismos mantêm elementos transponíveis como reservatório genético para "acelerar a evolução" ou para outras funções reguladoras persiste em alguns setores. Em 2012, quando o Projeto ENCODE publicou um documento afirmando que 80% do genoma humano pode ser atribuído a uma função, uma afirmação interpretada por muitos como a morte da ideia de DNA lixo, esse debate foi reacendido.

## Aplicações em agricultura e biotecnologia

### Esterilidade citoplasmática masculina no melhoramento de plantas
Um problema comum para criadores de plantas é a autofertilização indesejada. Isso é particularmente um problema quando os criadores tentam cruzar duas linhagens diferentes para criar uma nova linhagem híbrida. Uma maneira de evitar isso é a emasculação manual, ou seja, remover fisicamente as anteras para tornar o macho individual estéril. A esterilidade masculina citoplasmática oferece uma alternativa a esse exercício trabalhoso. criadores cruzam uma cepa que carrega uma mutação citoplasmática da esterilidade masculina com uma cepa que não possui, esta última atuando como doadora de pólen. Se a prole híbrida deve ser colhida para sua semente (como o milho) e, portanto, precisa ser fértil para o macho, as linhagens parentais precisam ser homozigotas para o alelo restaurador. Por outro lado, em espécies que colhem suas partes vegetais, como cebola, isso não é um problema. Essa técnica tem sido usada em uma ampla variedade de culturas, incluindo arroz, milho, girassol, trigo e algodão.

### Vetores PiggyBac
Embora muitos elementos transponíveis pareçam não fazer bem ao hospedeiro, alguns elementos transponíveis foram "domados" pelos biólogos moleculares, de modo que os elementos possam ser feitos para inserir e consumir à vontade do cientista. Tais elementos são especialmente úteis para manipulações genéticas, como a inserção de DNA estranho nos genomas de uma variedade de organismos.
Um excelente exemplo disso é o PiggyBac, um elemento transponivel que pode se mover eficientemente entre vetores de clonagem e cromossomos usando um mecanismo de "recortar e colar". O investigador constrói um elemento PiggyBac com a carga útil desejada emendada, e um segundo elemento (a transposase PiggyBac), localizado em outro vetor plasmídeo, pode ser co-transfectado para a célula alvo. A transposase PiggyBac corta nas seqüências repetidas terminais invertidas localizadas em ambas as extremidades do vetor PiggyBac e move eficientemente o conteúdo dos locais originais e os integra nas posições cromossômicas onde a sequência TTAA é encontrada. As três coisas que tornam o PiggyBac tão útil são a eficiência notavelmente alta dessa operação de cortar e colar, sua capacidade de carregar cargas de até 200 kb de tamanho e sua capacidade de deixar um corte perfeitamente uniforme de um site genômico, sem deixar sequências ou mutações por trás.

### Sistemas de condução gênica e endonuclease do gene CRISPR
O CRISPR permite a construção de endonucleases de retorno artificiais, onde a construção produz RNAs guia que cortam o gene alvo, e seqüências de flanqueamento homólogas permitem a inserção da mesma construção que abriga o gene Cas9 e os RNAs guia. Tais acionamentos de genes devem ter a capacidade de se espalhar rapidamente em uma população (consulte Sistemas de acionamento de genes), e uma aplicação prática desse sistema que foi proposta é aplicá-lo a uma população de pragas, reduzindo significativamente seu número ou até mesmo direcionando-o extinto. Isso ainda não foi tentado em campo, mas as construções de acionamento de genes foram testadas em laboratório, e a capacidade de inserção no alelo homólogo do tipo selvagem em heterozigotos para o acionamento de genes foi demonstrada. Infelizmente, a quebra de fita dupla introduzida pelo Cas9 pode ser corrigida pelo reparo direcionado por homologia, que faria uma cópia perfeita da unidade ou pela junção final não homóloga, que produziria alelos "resistentes" incapazes de propagam-se ainda mais. Quando Cas9 é expresso fora da meiose, parece que a junção final não homóloga predomina, tornando este o maior obstáculo à aplicação prática de drives de genes.

## Teoria matemática
Grande parte da confusão sobre ideias sobre elementos genéticos egoístas se concentra no uso da linguagem e na maneira como os elementos e sua dinâmica evolutiva são descritos. Os modelos matemáticos permitem que os pressupostos e as regras sejam dados a priori para estabelecer declarações matemáticas sobre a dinâmica esperada dos elementos nas populações. As conseqüências de ter tais elementos nos genomas podem ser exploradas objetivamente. A matemática pode definir de maneira muito precisa as diferentes classes de elementos por seu comportamento preciso dentro de uma população, evitando qualquer palavreado perturbador sobre as esperanças e desejos internos de genes egoístas gananciosos. Existem muitos bons exemplos dessa abordagem, e este artigo se concentra em distordores de segregação, sistemas de acionamento de genes e elementos transponíveis.

### Distordores de segregação
O alelo t do mouse é um exemplo clássico de um sistema de distorção de segregação que foi modelado em grandes detalhes. heterozigotos para um haplótipo t produzem >90% de seus gametas portadores de t (consulte Distordores de segregação) e os homozigotos para um haplótipo t morrem como embriões. Isso pode resultar em um polimorfismo estável, com uma frequência de equilíbrio que depende da força da unidade e dos impactos diretos na aptidão dos haplótipos t. Esse é um tema comum na matemática dos distordores de segregação: praticamente todos os exemplos que conhecemos envolvem um efeito seletivo compensatório, sem o qual o alelo com transmissão enviesada seria fixado e a distorção de segregação não seria mais manifestada. Sempre que os cromossomos sexuais sofrem distorção de segregação, a proporção sexual da população é alterada, tornando esses sistemas particularmente interessantes. Dois exemplos clássicos de distorção de segregação envolvendo cromossomos sexuais incluem os cromossomos X de "Sex Ratio" de Drosophila pseudoobscura e os supressores de acionamento do cromossomo Y de Drosophila mediopunctata. Um ponto crucial sobre a teoria dos distordores de segregação é que, apenas porque existem efeitos de condicionamento atuando contra o distordor, isso não garante que haverá um polimorfismo estável. De fato, alguns drivers de cromossomo sexual podem produzir dinâmica de frequência com oscilações e ciclos selvagens.

### Sistemas de acionamento de genes
A ideia de espalhar um gene em uma população como meio de controle populacional é realmente bastante antiga, e os modelos para a dinâmica dos cromossomos compostos introduzidos remontam à década de 1970. Posteriormente, a teoria da genética populacional para endonucleases locais e unidades de genes baseadas em CRISPR tornou-se muito mais avançada. Um componente importante da modelagem desses processos em populações naturais é considerar a resposta genética na população-alvo. Por um lado, qualquer população natural abriga variação genética permanente, e essa variação pode muito bem incluir o polimorfismo nas sequências homólogas aos RNAs guia, ou nos braços de homologia destinados a direcionar o reparo. Além disso, hospedeiros diferentes e construções diferentes podem ter taxas bastante diferentes de união de extremidade não homóloga, a forma de reparo que resulta em alelos quebrados ou resistentes que não se espalham mais. A acomodação completa dos fatores hospedeiros apresenta um desafio considerável para a fixação de uma construção de unidade de genes, e Unckless e colegas mostram que, de fato, as construções atuais estão muito longe de serem capazes de atingir frequências moderadas em populações naturais. Este é outro excelente exemplo que mostra que, apenas porque um elemento parece ter uma forte vantagem de transmissão egoísta, se ele pode se espalhar com sucesso pode depender de configurações sutis de outros parâmetros na população.

### Elementos transponíveis
Para modelar a dinâmica de elementos transponíveis (ETs) dentro de um genoma, é preciso perceber que os elementos se comportam como uma população dentro de cada genoma e podem saltar de um genoma haplóide para outro por transferência horizontal. A matemática deve descrever as taxas e dependências desses eventos de transferência. Foi observado desde o início que a taxa de salto de muitos EEs varia com o número de cópias e, portanto, os primeiros modelos simplesmente usavam uma função empírica para a taxa de transposição. Isso tinha a vantagem de poder ser medido por experimentos em laboratório, mas deixou em aberto a questão de por que a taxa difere entre os elementos e difere com o número de cópias. Stan Sawyer e Daniel L. Hartl ajustaram modelos desse tipo a uma variedade de EEs bacterianas e obtiveram ajustes muito bons entre o número de cópias e a taxa de transmissão e a incidência de EAs em toda a população. As ETs em organismos superiores, como Drosophila, têm uma dinâmica muito diferente por causa do sexo, e Brian Charlesworth, Deborah Charlesworth, Charles Langley, John Brookfield e outros modelaram a evolução do número de cópias TE em Drosophila e outras espécies. O que é impressionante sobre todos esses esforços de modelagem é o quão bem eles ajustaram dados empíricos, considerando que isso foi décadas antes da descoberta do fato de que a mosca hospedeira possui um poderoso mecanismo de defesa na forma de piRNAs. A incorporação da defesa do hospedeiro, juntamente com a dinâmica do TE, nos modelos evolutivos de regulação do TE ainda está engatinhando.